# Pristimantis hybotragus
Espèce
Synonymes
- Eleutherodactylus hybotragus Lynch, 1992

Statut de conservation UICN

 EN  : En danger
Pristimantis hybotragus est une espèce d'amphibiens de la famille des Craugastoridae.

## Répartition
Cette espèce est endémique du département de Valle del Cauca en Colombie. Elle se rencontre entre 10 et 920 m d'altitude dans la plaine pacifique et sur le versant Ouest de la cordillère Orientale.

## Publication originale
- Lynch, 1992 : Two new species of Eleutherodactylus from southwestern Colombia and the proposal of a new species group (Amphibia: Leptodactylidae). Journal of Herpetology, vol. 26, no 1, p. 53-59.